# 奥沢信応
奥沢 信応（おくざわ のぶお、1969年1月28日 - ）は、日本の声優、俳優。プロダクション東京ドラマハウス所属。東京都出身。血液型はA型。

## 出演作品

### TV
- エチカの鏡
- お茶の間の真実
- ザ!世界仰天ニュース
- サンデースクランブル
- スーパーモーニング
- 世界のプリンセス全部お見せいたします!SP
- 徳光和夫の感動再会"逢いたい"
- be MEDICAL
- 魔女たちの22時
- 激変!ミラクルチェンジ
- 女神のアンテナ

### ゲーム
- ルングルング オズの魔法使い~Another World~

### プロモーションビデオ
- 医療過誤対応マニュアル
- 納税交渉

### CDドラマ
- TreasureTale（マロウ）
- パンドラの扉（ラプラスの魔）

### webコンテンツ
- アンチャーテッド終わりなき会議（室長）
- セントトラップ（リョクト）
- TreasureTale（マロウ）

### 舞台
- Our Town
- オメガドライブ
- 煙が目にしみる（第17回池袋演劇祭受賞作品）
- わが町